# 北涼行政區劃
北涼自421年沮渠蒙遜滅西涼，統一河西走廊後，其州郡建置情況，如下：
- 三州

1. 涼州，治張掖。《魏書》卷九十九《沮渠蒙遜傳沮渠牧犍附傳》：「世祖又遣李順拜牧犍使持節，侍中，都督涼、沙、河三州、西域羌戎諸軍事，車騎將軍，開府儀同三司，領護西戎校尉，涼州刺史，河西王。」
2. 沙州，同上。
3. 河州，同上。
4. 另外洪亮吉認為秦州應列為北涼屬州。

- 七郡

1. 武威郡。《魏書》卷九十九《沮渠蒙遜傳沮渠牧犍附傳》：「後蒙遜遣子安周內侍，世祖遣兼太常李順持節拜蒙遜為假節，加侍中，都督涼州、西域羌戎諸軍事，太傅，行征西大將軍，涼州牧，涼王。冊日：『……是用割涼州之武威、張掖、敦煌、酒泉、西海、金城、西平七郡封王為涼王。』」
2. 張掖郡，同上。
3. 敦煌郡，同上。
4. 酒泉郡，同上。
5. 西海郡，同上。
6. 金城郡，同上。
7. 西平郡，同上。
8. 另外洪亮吉認為西安郡、臨松郡、金山郡、湟河郡、湟川郡、晉昌郡、涼興郡、高昌郡、祁連郡、廣武郡、樂都郡、臨池郡、昌松郡、番禾郡、西郡、建康郡、中田護軍應列為北涼屬郡。